# Pireneitega xinping
Pireneitega xinping är en spindelart som först beskrevs av Zhang, Zhu och Song 2002.  Pireneitega xinping ingår i släktet Pireneitega och familjen mörkerspindlar. Inga underarter finns listade i Catalogue of Life.